# Riva presso Chieri
Riva presso Chieri, comunemente detta Riva di Chieri (Riva 'd Cher in piemontese), è un comune italiano di 4 741 abitanti della città metropolitana di Torino in Piemonte.
Il comune è situato nei pressi di Chieri, in direzione sud-est del capoluogo; fa parte dell'area metropolitana torinese.
Il toponimo allude alla riva ("ripa") del torrente vicino alla cui sponda sorge l'insediamento. Il comune si trova in una zona che in inverno risulta particolarmente fredda e nebbiosa, rispetto ai comuni limitrofi. Riva ha una vasta area industriale in cui sorge la Bioteck.

## Storia
Il primo documento che attesta l'esistenza del comune di Riva presso Chieri risale al 1152. Si tratta di un atto dell'imperatore Federico I Barbarossa in cui conferma al conte Guido di Biandrate il dominio su alcuni luoghi fra cui anche Riva. All'epoca del conferimento di Federico al conte, Riva presso Chieri costituiva un centro importante grazie alla presenza di un castello.
La signoria dei Biandrate si estendeva a quel tempo solo sulla metà del comune, in quanto il Barbarossa dominava come feudatario la metà di Riva, il che soleva dire al marchese Guglielmo V del Monferrato: quae non est comitis de Blandrate, ossia "questo luogo non appartiene ai conti di Biandrate".
Dal XIII secolo la storia di questo comune si lega strettamente a quella di Chieri che si avviava a diventare uno dei liberi comuni principali del Piemonte. Già nell'anno 1212 l'imperatore Ottone IV aveva affrancato Chieri da tutti gli obblighi verso il vescovo di Torino, riprendendo una politica espansionistica su tutto il territorio circostante. Il primo atto di questa politica fu nel 1223 l'acquisto di Riva. Nel 1229 fu stipulata la pace tra i Conti di Biandrate e Chieri.
All'inizio del XIV secolo i ghibellini astigiani vennero cacciati dalla propria città e si rifugiarono a Riva creando una vera e propria roccaforte, creando le condizioni per l'assalto delle armate guelfe comandate dal siniscalco di Roberto D'Angiò Ugone di Balzo. Dopo un lungo ed estenuante assedio, le truppe di Ugone assaltarono nel 1318 il luogo "…con tanto impeto che presto se ne impadronirono e vi commisero ogni sorta di nefandezza" (Goffredo Casalis).
Alla fine del XIV secolo divenne dominio sabaudo. Nel 1619 Carlo Emanuele I donò il feudo di Riva alla Marchesa di Roussilon, sua amante, da cui ebbe quattro figli, di cui Gabriele, vissuto tra il 1620 e il 1695, ebbe successivamente in appannaggio il feudo. Alla sua morte fu acquistato dal conte Marc'Antonio Grosso di Bruzolo, la cui famiglia deteneva feudo e Castello di Bruzolo in Valle di Susa.
Nel 1630 lo stato sabaudo stava perdendo la guerra con il regno di Francia, vide la morte improvvisa di Carlo Emanuele I, lasciando sul trono il figlio Vittorio Amedeo I di Savoia. Questi dovette abbandonare Torino sconvolta dalla peste insieme alla famiglia e si rifugiò a Riva, che stranamente rimase immune dal contagio. 
Il castello di Riva successivamente ospitò i rappresentanti dei diversi stati impegnati nei preliminari di pace, poi firmata a Cherasco.
Nel 1691 Riva venne incendiata dalle armate di Luigi XIV che assalirono il borgo contro la Lega di Augusta. Nel 1785 la linea genealogica dei Grosso di Bruzolo si estinse, così il feudo di Riva venne inserito nell'appannaggio del duca d'Aosta, Vittorio Emanuele, unitamente alle città di Chieri e Poirino e alla frazione di Banna presso Poirino, venendo creato così Principe di Chieri, Poirino, Riva e Banna con lettere patenti del 3 giugno 1785.
Le mura del paese ormai fatiscenti vennero abbattute durante la dominazione napoleonica, e il comune iniziò ad espandersi al di fuori degli originali confini medioevali.
Dalla seconda metà del Settecento iniziò a Riva un lungo periodo di incremento demografico. Nel 1734 gli abitanti erano 2025, nel 1800 erano saliti a 2172, a 2252 nel 1811 e a circa 3000 a metà Ottocento.
Nel gennaio 1919 ha ospitato la 29ª Squadriglia ed il 15 febbraio successivo la 65ª Squadriglia.

### Simboli
Lo stemma del comune di Riva presso Chieri è stato concesso con decreto del presidente della Repubblica del 3 marzo 2005.
(D.P.R. 03.03.2005)
Il gonfalone è un drappo di bianco con la bordatura di rosso.

## Le attività storiche
Come Chieri, Riva oltre all'agricoltura è stata a lungo impegnata nell'industria tessile. Il Gribaudi, storico dell'epoca, scriveva: "Per la massima parte i rivesi lavorano la campagna che è molto fertile; gli altri fanno tessuti in tela e cotone a conto delle celebri fabbriche di Chieri o vanno a lavorare nell'importante e rinomata fabbrica di vermouth e liquori della Martini & Rossi di Pessione".

## Monumenti e luoghi d'interesse
Il devastante incendio del 1691 distrusse buona parte del paese, lasciando poche tracce dell'epoca medioevale, durante la quale fu un centro ricco e fiorente. Nonostante questo i beni artistici non sono pochi, né di scarso rilievo. Nell'unica frazione di San Giovanni, vi è la casa natia di San Domenico Savio, allievo di San Giovanni Bosco.

### La parrocchiale di Maria Vergine Assunta
La parrocchiale di Maria Vergine Assunta così come la vediamo oggi risale al decennio che va dal 1860 al 1870. Sorge ove era già esistita una precedente parrocchiale, le cui cattive condizioni avevano indotto il municipio di Riva a costruire a partire dal 1725 un nuovo edificio. La direzione dei lavori venne affidata all'architetto Plantery, il quale non fu in grado di portare a termine il lavoro. Successivamente l'incarico fu affidato a Bernardo Vittone che vi lavorò fino al suo decesso avvenuto nel 1770; il pittore Giuseppe Sariga nel 1761 affrescò il cupolino. L'edificio fu terminato nel 1792 grazie alla direzione dell'architetto Dellala di Beinasco. Della costruzione attuale vanno attribuite al Vittone la facciata e la grande cupola a pianta ottagonale.

### Il Palazzo Municipale
È un edificio di grande pregio artistico, costruito per volere della famiglia Grosso di Bruzolo, che aveva acquistato anche il feudo di Riva. Nel 1738 la famiglia decise di far ricostruire il palazzo affidando l'incarico al Vittone che vi lavorò tra il 1760 e il 1770, e successivamente al Quarini al quale fu erroneamente attribuito la costruzione dell'intero edificio. Alla morte dell'ultima discendente dei Grosso, la contessa Faustina Mazzetti di Montalero, il palazzo passò ai Radicati di Brozolo, che nel 1934 lo donarono al Comune che ne fece propria sede.
L'edificio custodisce diversi affreschi realizzati a fine Settecento da diversi pittori, tra cui i comaschi Giovanni e Antonio Torricelli e il piemontese Pietro Palmieri. Il palazzo conserva anche disegni di Leopoldo Pollack, un architetto che progettò su incarico della contessa Mazzetti due giardini da collocare nell'area adiacente al palazzo. Fra il 1796 e il 1797 il Pollack realizzò questi disegni oggi conservati nell'archivio comunale di Riva, e che costituiscono un'importante testimonianza della sua attività artistica. Ma i progetti mai si concretarono a causa delle turbolente vicende politiche che in quegli anni investirono lo stato sabaudo.

### Il Santuario della Madonna della Fontana
Deve la sua nascita ad un voto fatto nell'anno 1630 dal municipio di Riva in occasione della devastante epidemia di peste. Nel 1634 venne costruita una cappella la quale pochi anni dopo venne trasformata in chiesa. Nel 1661 l'edificio venne abbattuto e fu edificata una nuova chiesa ad una navata. L'attuale santuario però risale al secolo dopo, quando si decise di demolire la costruzione seicentesca a causa del suo stato fatiscente. Anche qui ad edificare il nuovo santuario venne chiamato l'architetto Vittone, ma la sua morte fece rinviare di qualche anno il progetto, che fu affidato a Luigi Barberis, allievo del Vittone. L'edificio fu costruito tra il 1777 ed il 1779.

### S. Albano
S. Albano, patrono di Riva è indicato dalle leggende come martire della legione tebea.
Questi legionari furono martirizzati nei pressi di Martigny perché si rifiutarono di obbedire all'ordine di compiere un sacrificio di cristiani prima della battaglia.
Non è possibile stabilire da quando iniziò la devozione dei rivesi al Santo.
Sicuramente nel 1100 era già vivo il culto, testimoniato da un documento del 1103 redatto nella località di S. Albano.
Il Santo Patrono viene citato negli statuti comunali del 1509 ed a lui si fa inoltre espresso riferimento nel giuramento che il Podestà era tenuto a pronunciare all'atto dell'insediamento:
"Nel nome di Cristo amen e in lode dello stesso altissimo Dio e della gloriosa Vergine Maria Sua madre e dell'illustre soldato S. Albano, patrono di questa terra di Riva, e di tutta la trionfante Curia celeste, amen."
La leggenda:
Un contadino procedeva lungo la strada con il suo carro, pieno di covoni, trainato da buoi.
La strada era molto pesante in quanto aveva piovuto a lungo, ed il carro sprofondò nel fango.
Il contadino tentò inutilmente, imprecando e ingiuriando il Signore, di spostare il carro.
Le sue bestemmie furono placate da Sant'Albano, il quale passando di lì, gli disse di staccare i buoi ormai stanchi e di attaccare al giogo i cani che seguivano il legionario.
I cani riuscirono a spostare il carro, ed alla vista di quel prodigio il contadino si inginocchiò davanti al Santo, trasformando le proprie ingiurie in preghiere.

## Cultura

### Musei
- Il Museo Civico del paesaggio sonoro[7], situato all'interno del Palazzo Grosso.

### Biblioteche
A Riva presso Chieri è presente la biblioteca "Il Sognalibro". Situata nei pressi del comune, al suo interno ha sede il Museo del Paesaggio Sonoro. Fa parte dello SBAM, ha diversi libri in CAA e aderisce al progetto Nati per Leggere.

## Amministrazione
Di seguito è presentata una tabella relativa alle amministrazioni che si sono succedute in questo comune.
| Periodo        | Periodo        | Primo cittadino        | Partito                      | Carica  | Note   |
| -------------- | -------------- | ---------------------- | ---------------------------- | ------- | ------ |
| 6 Giugno 1985  | 25 Maggio 1990 | Matteo Carbone         | lista civica                 | Sindaco | [ 10 ] |
| 25 Maggio 1990 | 9 Marzo 1991   | Luigi Franco Vaschetti | -                            | Sindaco | [ 10 ] |
| 9 Marzo 1991   | 24 Aprile 1995 | Angelo Beltramo        | -                            | Sindaco | [ 10 ] |
| 24 Aprile 1995 | 14 Giugno 1999 | Angelo Beltramo        | centro-destra                | Sindaco | [ 10 ] |
| 14 Giugno 1999 | 14 Giugno 2004 | Angelo Beltramo        | centro-destra                | Sindaco | [ 10 ] |
| 14 Giugno 2004 | 8 Giugno 2009  | Lodovico Gillio        | lista civica                 | Sindaco | [ 10 ] |
| 8 Giugno 2009  | 26 Maggio 2014 | Lodovico Gillio        | lista civica                 | Sindaco | [ 10 ] |
| 26 Maggio 2014 | 25 Maggio 2019 | Livio Strasly          | lista civica: Uniti per Riva | Sindaco | [ 10 ] |
| 26 Maggio 2019 | 8 Maggio 2024  | Lodovico Gillio        | lista civica: Uniti per Riva | Sindaco | [ 10 ] |
| 9 Maggio 2024  | In carica      | Massimo Perotti        | lista civica: Viviamo Riva   | Sindaco | [ 10 ] |

## Società

### Evoluzione demografica
Abitanti censiti